# Gerald Howarth

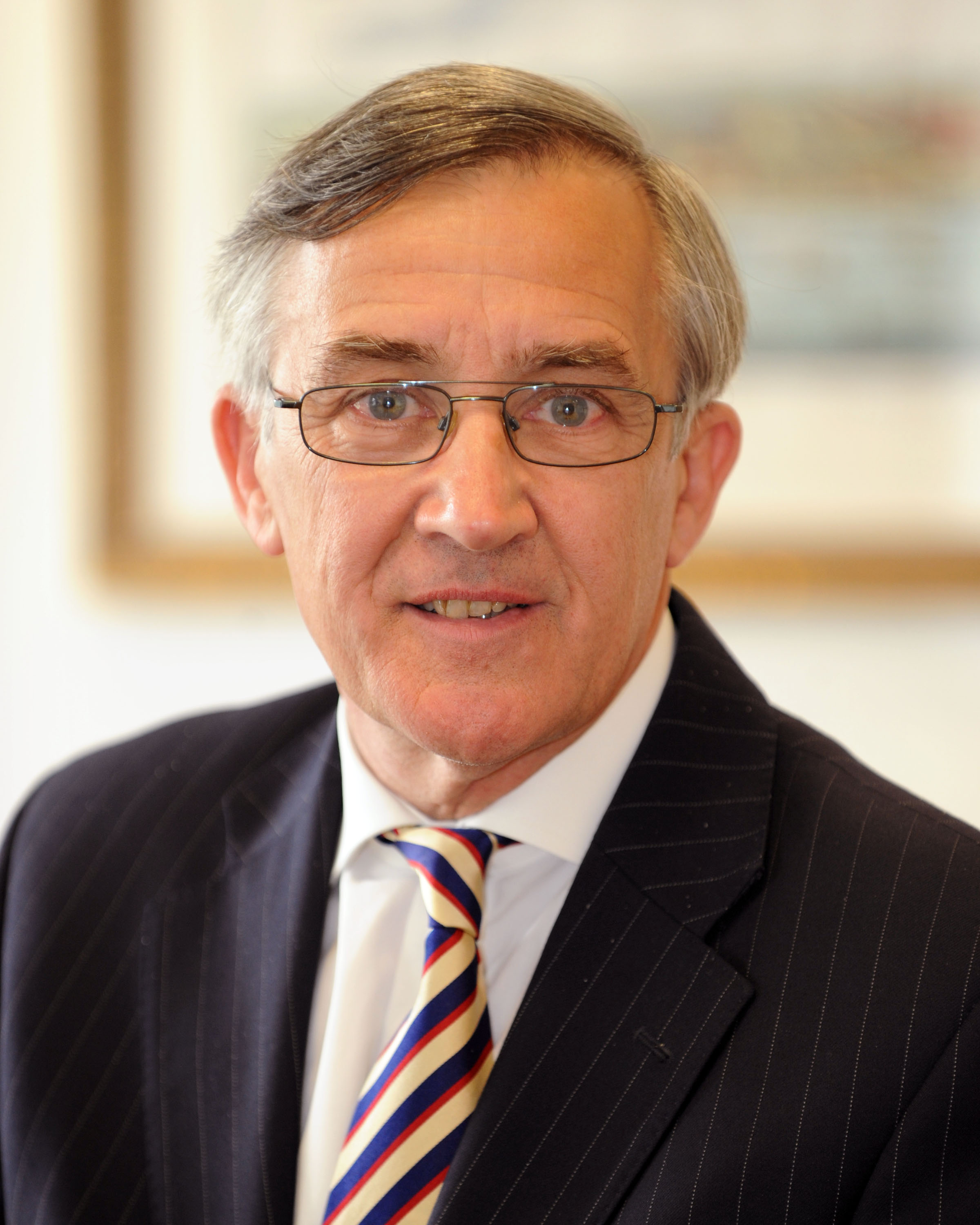
Gerald Howarth (2010)

Sir James Gerald Douglas Howarth (* 12. September 1947) ist ein britischer Politiker der Conservative Party. Er gehörte von 1983 bis 1992 und zwischen 1997 und 2017 dem House of Commons an.

## Familie und Ausbildung
Der Sohn von James und Mary Howarth erhielt seine Schulbildung an der Bloxham School und dem Haileybury and Imperial Service College. Hieran schloss sich ein Englischstudium an der University of Southampton an, wo ihm der Bachelor of Arts mit Auszeichnung verliehen wurde. 1965 machte er den Pilotenschein und meldete sich 1968 freiwillig zur Royal Air Force, wo er als Reservist diente. 1973 heiratete er Elizabeth Jane Squibb, mit der er zwei Söhne und eine Tochter, hat.

## Beruflicher Werdegang
Nach Abschluss des Studiums arbeitete Howarth zunächst für die Society for Individual Freedom. 1971 schlug er jedoch eine Karriere im Bankensektor ein. Zunächst war er für die Bank of America tätig. 1977 wechselte er in die europäische Niederlassung der Arab Bank. 1981 übernahm er schließlich den Posten des Managers für syndizierte Kredite bei der Standard Chartered Bank. Dort war er vorwiegend für die Abwicklung internationaler Kreditgeschäfte zuständig.

## Politische Karriere
Seine politische Karriere begann Howarth im Jahr 1981 als Mitglied des Borough Council des London Borough of Hounslow, wo er die Interessen der Einwohner des Stadtteils Chiswick wahrnahm. Bei den Unterhauswahlen 1983 kandidierte er im Wahlkreis Cannock and Burntwood. Er erhielt 20.976 Stimmen oder 40,9 % und setzte sich damit relativ knapp gegen den zweitplatzierten Kandidaten der Labour Party durch, der 36,9 % der Stimmen erhielt.  Die Wahl 1987 konnte er erneut für sich entscheiden. Sein Vorsprung blieb mit 4,9 % aber wiederum relativ gering. Von 1987 bis 1990 war Howarth Parlamentarischer Privatsekretär von Michael Spicer. 1990 wurde er zum Staatsminister im Umweltministerium bestellt. Dieses Amt hatte er ein Jahr inne. Im Dezember 1991 wechselte er als Parlamentarischer Privatsekretär in das Büro von Margaret Thatcher. Dort blieb er bis zu den Wahlen 1992. Hier verlor er mit einer Differenz von 2,5 % der Stimmen seinen Sitz an Tony Wright. Schon ein Jahr später nominierte ihn seine Partei als Kandidat für die Wahlen 1997. Er trat im Wahlkreis Aldershot als Nachfolger des bisherigen Amtsinhabers Julian Critchley an und setzte sich mit 42,7 % klar gegen den zweitplatzierten Kandidaten der Liberal Democrats durch. Nach seinem erneuten Amtsantritt wurde Howarth in das Home Affairs Select Committee gewählt, welches für die Überwachung des Home Office und der ihm nachgeordneten Behörden zuständig ist. Bei den Wahlen 2001 konnte er seinen Sitz mit großem Vorsprung verteidigen. Zwischen 2001 und 2003 gehörte er dann dem Verteidigungsausschuss an, dessen stellvertretender Vorsitzender er zugleich war. Ab 2002 war er zudem Schattenminister für Verteidigung. Bei den Wahlen 2005 und 2010 wurde Howarth jeweils im Amt bestätigt. Zwischen Mai 2010 und September 2012 hatte er den Posten des Staatsministers für Internationale Sicherheit beim Verteidigungsministerium inne. Als solcher war er unter anderem für Rüstungsexporte zuständig. Bei den Unterhauswahlen 2015 wurde er erneut ins Parlament gewählt.
Bei der vorgezogenen Parlamentswahl 2017 trat Sir Gerald nicht mehr an. Sein Nachfolger im Wahlkreis Aldershot wurde Leo Docherty.

## Mitgliedschaften und Auszeichnungen
Seit 2006 ist Howarth Mitglied des Kuratoriums des Vulcan To The Sky Trust, einer gemeinnützigen Organisation, die die letzte flugtaugliche Vulcan XH558 im Vereinigten Königreich unterhält. Zudem ist er Kurator der British Forces Foundation, die Auftritte von Künstlern bei den Streitkräften des Vereinigten Königreichs organisiert. Nach der Ankündigung am 20. September 2012 wurde Howarth von Königin Elisabeth als Knight Bachelor in den Ritterstand erhoben.